# Expérience de Stern et Gerlach

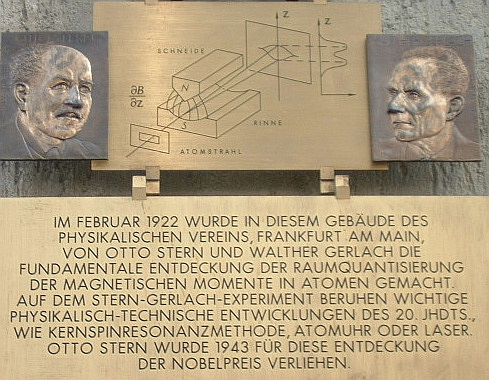
Plaque commémorative de l'expérience portant l'effigie des deux physiciens au siège de la Physikalische Verein à Francfort-sur-le-Main

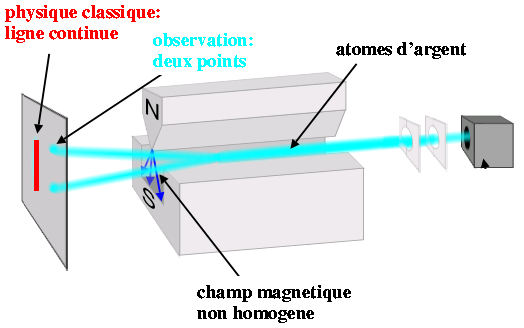
Expérience de Stern et Gerlach

L'expérience de Stern et Gerlach est une expérience de mécanique quantique, mettant en évidence l'existence du spin. L'expérience a été mise au point par Otto Stern et Walther Gerlach en février 1922.
Elle consiste à faire passer des atomes d'argent dans un champ magnétique non uniforme de direction verticale. Les atomes d'argent dans leur état fondamental ayant un moment cinétique orbital nul, leur moment magnétique orbital associé est nul également. Ainsi, le faisceau ne devrait classiquement pas subir l'influence du champ magnétique. 
Cependant, l'expérience montre que le faisceau se sépare en deux. On ne peut donc pas attribuer ce résultat à un moment cinétique orbital. On explique ce phénomène en introduisant une observable de nature essentiellement quantique : le moment cinétique de spin, ou plus simplement spin. Le spin est comparable à un moment cinétique intrinsèque, mais l'analogie classique est très limitée : il n'y a pas de sens à parler d'un électron « tournant autour de son axe ».
Dans le cas de l'atome d'argent, la séparation en deux faisceaux révèle qu'il existe deux états possibles pour le spin de l'atome. L'étude des opérateurs de spin comme opérateurs de moment cinétique permet d'aboutir à la valeur 1/2 (en unité de {\displaystyle \hbar }) pour le spin total, auquel correspondent les deux états (projections) possibles : +1/2 et -1/2.

## Démonstration
De manière générale, à un moment cinétique {\displaystyle {\vec {L}}} d'une particule de charge {\displaystyle q} et de masse {\displaystyle m} est associé un moment magnétique:
| {\displaystyle {\vec {M}}\ =\ g{\frac {\mu _{b}}{\hbar }}\ {\vec {L}}} |

où g est le facteur de Landé et {\displaystyle \mu _{b}={\frac {q\hbar }{2m}}} est le magnéton de Bohr.

Pour l'atome d'argent dans l'état fondamental, {\displaystyle {\vec {L}}={\vec {0}}} entraîne que {\displaystyle {\vec {M_{L}}}={\vec {0}}} : le moment magnétique orbital est nul.

La force subie par un corps de moment magnétique {\displaystyle {\vec {M}}} dans un champ magnétique irrotationnel {\displaystyle {\vec {B}}} vaut : 
| {\displaystyle {\vec {F}}=({\vec {M}}.{\vec {\nabla }}){\vec {B}}} |

Pour {\displaystyle {\vec {M}}={\vec {0}}}, le faisceau ne devrait donc pas être dévié. 

C'est ici que le moment magnétique de spin {\displaystyle {\vec {M_{S}}}} intervient. On montre que l'on peut écrire 
| {\displaystyle {\vec {M_{S}}}\ =\ g{\frac {\mu _{b}}{\hbar }}\ {\vec {S}}} |

où {\displaystyle {\vec {S}}} est l'opérateur de spin. De plus, le moment magnétique total peut s'écrire simplement comme la somme des moments magnétiques orbitaux et de spin.

Dans le cas d'un spin total 1/2, le moment magnétique de spin peut prendre deux valeurs discrètes, et la force qui s'exerce sur le faisceau vaut 
| {\displaystyle {\vec {F}}=\pm {\frac {1}{2}}g\mu _{b}({\vec {u_{z}}}.{\vec {\nabla }}){\vec {B}}} pour {\displaystyle s=\pm 1/2} |

(On rappellera que la projection sur un axe z est purement arbitraire). On observe ainsi la séparation du faisceau initial en deux faisceaux.